# Pilu (Rumunia)
Pilu – wieś w Rumunii, w okręgu Arad, w gminie Pilu. W 2011 roku liczyła 1106 mieszkańców. 